# Comuna Voroșîlivka, Tîvriv
Voroșîlivka (în ucraineană Ворошилівка) este o comună în raionul Tîvriv, regiunea Vinnița, Ucraina, formată din satele Borskiv, Maianiv și Voroșîlivka (reședința).

## Demografie
Componența lingvistică a satului Voroșîlivka
     Ucraineană (86,43%)
     Rusă (13,09%)
     Alte limbi (0,42%)
Conform recensământului din 2001, majoritatea populației satului Voroșîlivka era vorbitoare de ucraineană (86,43%), existând în minoritate și vorbitori de rusă (13,09%).